# 870-talet f.Kr.

## Händelser
- 878 f.Kr. – Zhou li wang blir kung av den kinesiska Zhoudynastin.
- 874 f.Kr.
  - Osorkon II efterträder Takelot I som farao av Egypten.
  - Ahab blir kung av Israel (omkring detta år).
- 872 f.Kr. – Nilen svämmar över ovanligt kraftigt och täcker till och med golvet i templet i Luxor med vatten.

## Avlidna
- 879 f.Kr. – Zhou yi wang, kung av den kinesiska Zhoudynastin.